# Китайские железные дороги

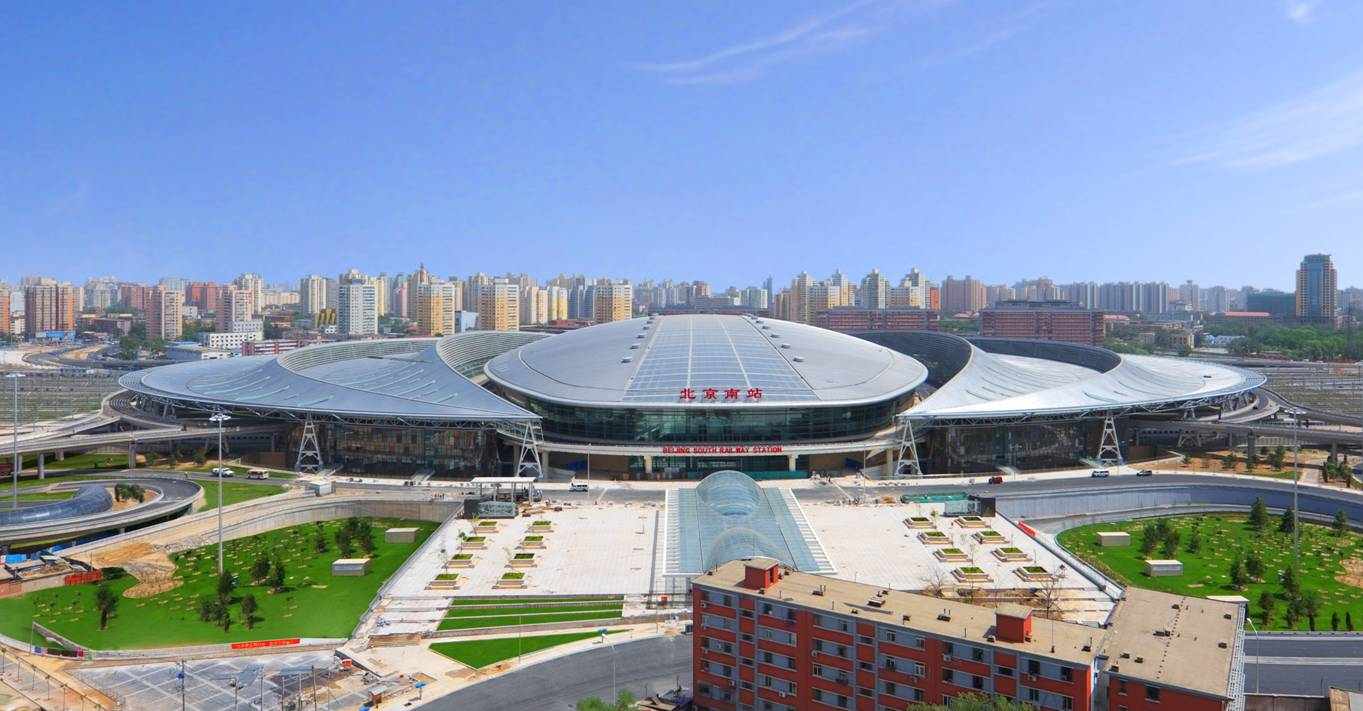
Южный вокзал Пекина

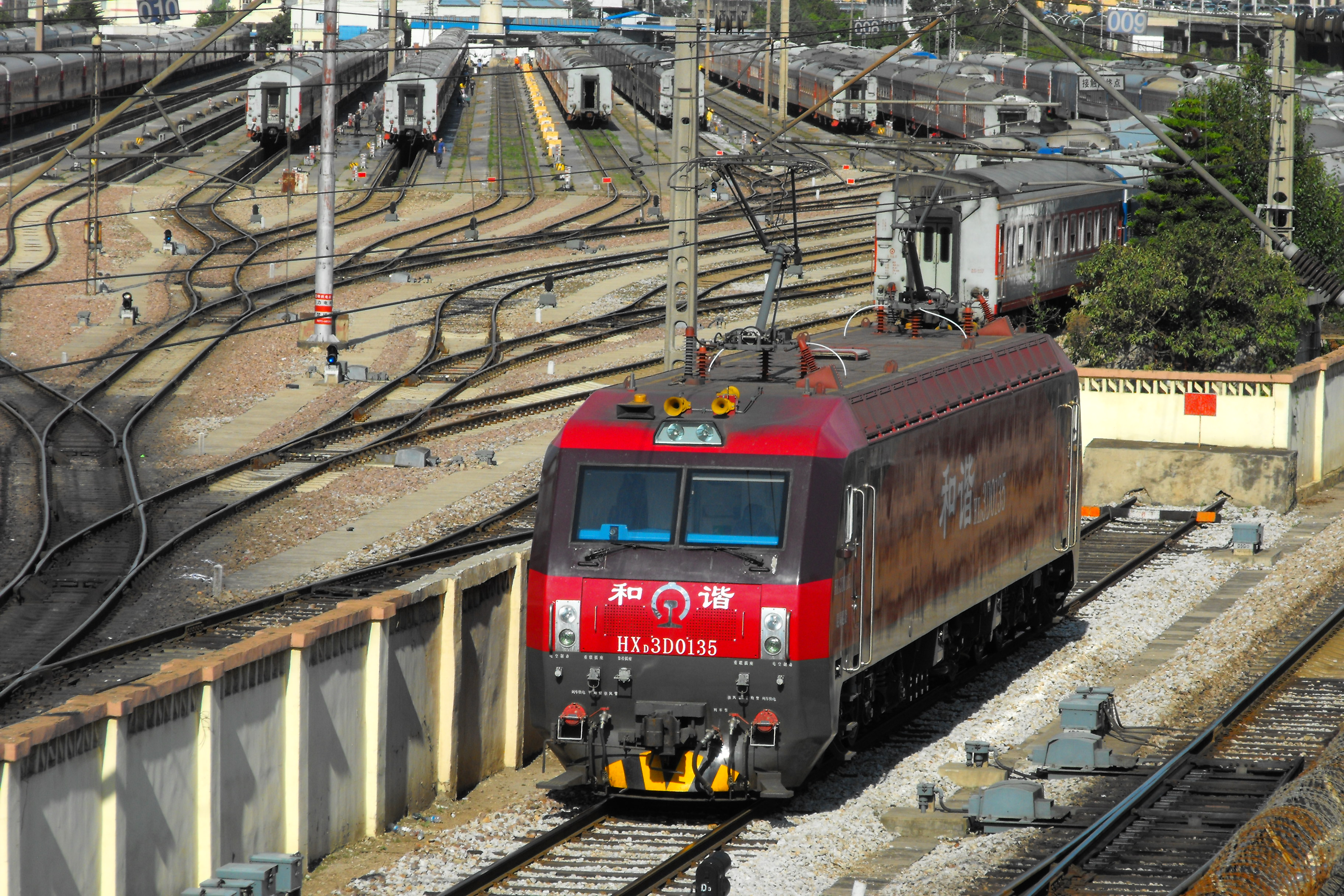
Локомотив в Куньмине

«Китайские железные дороги» (кит. трад. 中國鐵路總公司, упр. 中国铁路总公司, пиньинь Zhōngguó tiělù Zǒnggōngsī, палл. Чжунго Телу Цзунгунсы, англ. China State Railway Group Company Limited) — китайская государственная компания, оператор национальной сети железных дорог. Основана в 2013 году путём реформирования Министерства железных дорог. Штаб-квартира предприятия находится в Пекине.
По состоянию на 2024 год «Китайские железные дороги» перевезли 4,31 млрд пассажиров и 5,18 млрд тонн грузов; общая протяженность железных дорог, находящихся в эксплуатации, достигла 162 тыс. км, включая 48 тыс. км высокоскоростных линий.

## История

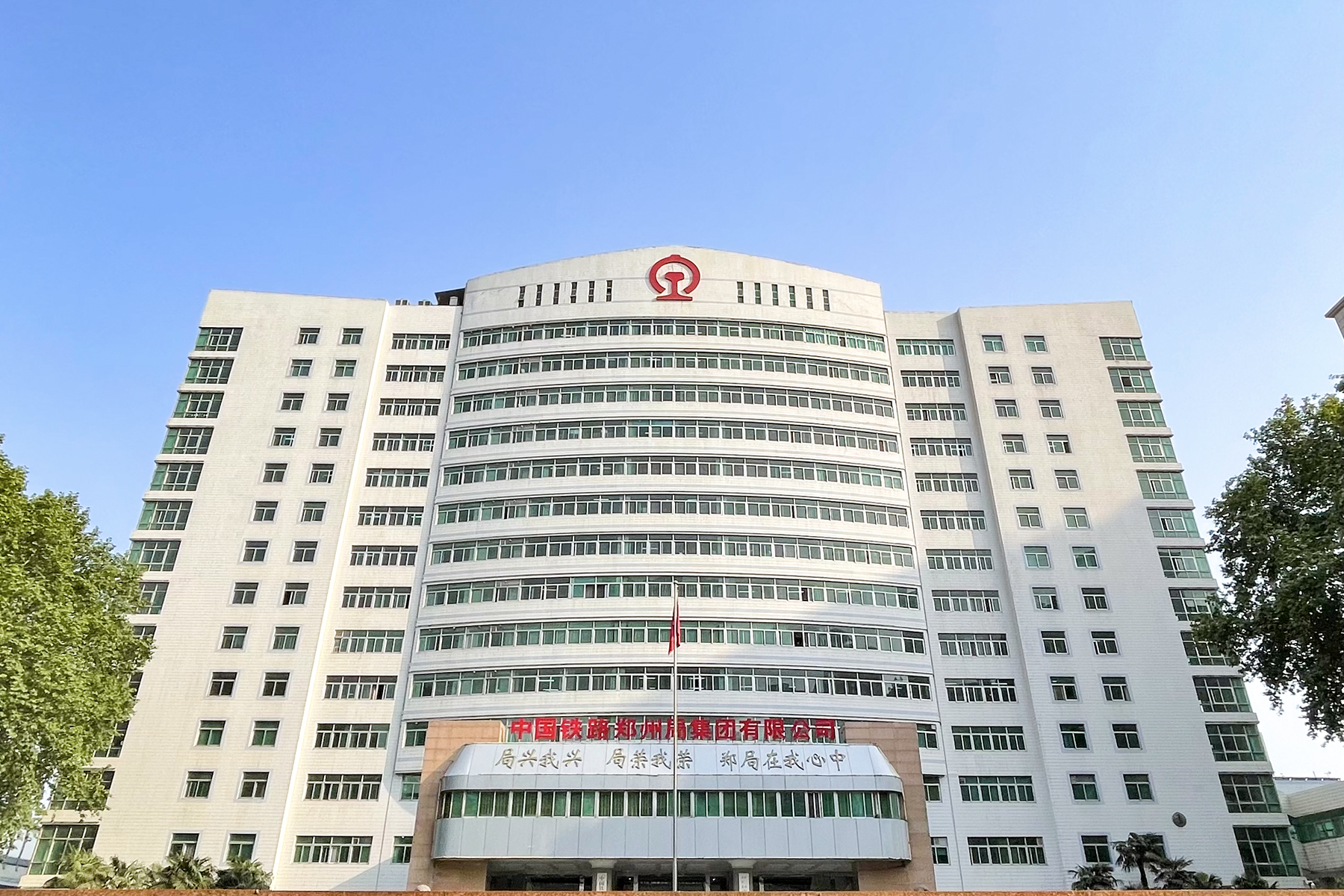
Главный офис China Railway Zhengzhou Group в Чжэнчжоу

China Railway Corporation основана в 2013 году путём реформирования Министерства железных дорог Китая. В июне 2019 года China Railway Corporation была реорганизована в China State Railway Group и подчинена Министерству финансов Китая. Уставной капитал новообразованной компании составил 1,74 трлн юаней (около 252 млрд долл. США).
В первом полугодии 2020 года объём инвестиций в основные фонды железнодорожного транспорта Китая составил 325,8 млрд юаней (около 46,12 млрд долларов США), увеличившись на 1,2 % по сравнению с аналогичным периодом 2019 года. В частности, инвестиции в железнодорожную инфраструктуру страны выросли на 3,7 % в годовом исчислении до 245,1 млрд юаней; по состоянию на 1 июля 2020 года было введено в эксплуатацию 1178 км новых железных дорог.
В 2020 году объём железнодорожных грузоперевозок Китая составил 3,58 млрд тонн, что на 141 млн тонн больше, чем в 2019 году (+ 4,1 % в годовом исчислении). Количество стандартных контейнеров, перевезённых по железных дорогам, выросло на 36,7 % в годовом исчислении. В 2020 году China State Railway Group осуществила 12,4 тыс. рейсов по маршруту Китай — Европа (+ 50 % по сравнению с 2019 годом), перевезя 1,135 млн стандартных контейнеров (+ 56 %).
Несмотря на карантин, введённый в связи с COVID-19, по итогам 2020 года железнодорожный пассажиропоток в Китае составил 2,16 млрд человеко-раз. В 2020 году в стране было введено в эксплуатацию 4933 км новых железнодорожных линий, а вложения в основные фонды железных дорог достигли 781,9 млрд юаней (119,56 млрд долларов США).
По итогам первых шести месяцев 2021 года доходы China State Railway Group увеличились на 98,2 млрд юаней (около 15,2 млрд долл. США) по сравнению с аналогичным периодом 2020 года и составили 512,8 млрд юаней. При этом убыток China Railway по сравнению с первым полугодием 2020 года сократился на 44,8 млрд юаней до 50,7 млрд юаней. В первом полугодии 2021 года объём инвестиций в основные фонды железных дорог составил 298,9 млрд юаней. Общая протяжённость введённых в эксплуатацию новых железных дорог составила 1138 км, в том числе 505 км высокоскоростных железных дорог.
За первые шесть месяцев 2021 года пассажиропоток на железных дорогах страны достиг 1,33 млрд человеко-раз, увеличившись на 64,5 % в годовом исчислении. Доходы от пассажирских перевозок составили 156,23 млрд юаней, что на 66,8 % больше по сравнению с аналогичным периодом 2020 года. Объём грузовых перевозок увеличился на 8,9 % в годовом исчислении до 1,85 млрд тонн. Доходы от данного вида деятельности увеличились на 13,9 % в годовом выражении и составили 213,77 млрд юаней.
В 2021 году количество рейсов грузовых поездов в рамках международных железнодорожных перевозок по маршруту Китай — Европа выросло на 22 % в годовом исчислении и достигло 15 тыс. За 2021 год китайские грузовые поезда перевезли в общей сложности 1,46 млн стандартных ISO-контейнеров, что на 29 % больше по сравнению с показателем 2020 года. Стоимость товаров, перевезенных грузовыми поездами в 2021 году по маршруту Китай — Европа, составила 74,9 млрд долл. США. К концу 2021 года эксплуатационная протяженность сети высокоскоростных железных дорог Китая превысила 40 тыс. километров.
В 2022 году China State Railway Group инвестировала в основной капитал 710,9 млрд юаней и ввела в эксплуатацию 4100 км новых линий, включая 2082 км высокоскоростных железных дорог. Также компания перевезла 1,61 млрд пассажиров и доставили 3,9 млрд тонн грузов (+ 4,7 % в годовом исчислении). В 2022 году было запущено 16 тыс. поездов по маршруту Китай — Европа, что на 9 % больше по сравнению с аналогичным периодом прошлого года. За первый год эксплуатации Китайско-лаосской железной дороги было перевезено в общей сложности 8,5 млн пассажиров и 11,2 млн тонн грузов. По состоянию на конец 2022 года общая протяжённость Китайских железных дорог достигла 155 тыс. км, из которых 42 тыс. км составили высокоскоростные дороги.
В первом квартале 2023 года количество отправлений грузовых поездов по маршрутам Китай — Европа выросло на 15 % в годовом исчислении и достигло 4 186. Этими поездами было перевезено в общей сложности 450 тыс. стандартных контейнеров грузов, что на 28 % больше в годовом выражении. В первом полугодии 2023 года по железным дорогам Китая было перевезено более 1,05 млрд тонн угля, что на 1,6 % больше в годовом исчислении; в том числе было перевезено 777 млн тонн угля для выработки электроэнергии, что на 13,1 % больше, чем годом ранее. По итогам 2023 года объем пассажиропотока на железнодорожном транспорте Китая достиг 3,68 млрд человеко-раз; ежедневный пассажиропоток превысил 10 млн человеко-раз; объём грузоперевозок составил 3,91 млрд тонн; общий объём доходов от железнодорожных перевозок составил 964,1 млрд юаней (135,8 млрд долл. США), что на 39 % больше, чем в 2022 году. По состоянию на конец 2023 года, эксплуатационная протяженность железнодорожной сети Китая достигла 159 тыс. км, включая 45 тыс. км высокоскоростных железных дорог.
В первом полугодии 2024 года операционный доход China State Railway составил 579,4 млрд юаней (81,5 млрд долларов США), а чистая прибыль — 1,7 млрд юаней; объем пассажирских перевозок достиг 2,1 млрд пассажиров, увеличившись на 18,4 % в годовом исчислении; компания перевезла 1,92 млрд тонн грузов, а грузовые поезда Китай-Европа перевезли 1,04 млн стандартных контейнеров (TEU), что на 11 % больше, чем годом ранее.
По итогам 2024 года объем железнодорожных пассажироперевозок в Китае увеличился на 11,9 % в годовом исчислении и составил 4,312 млрд человеко-раз; количество пассажиров скоростных составов достигло 3,272 млрд человеко-раз, увеличившись на 12,9 % в годовом исчислении и составив 75,9 % от общего объема ж/д пассажироперевозок страны; объем грузоперевозок составил 5,175 млрд тонн, увеличившись на 2,8 % в годовом исчислении; было введено в эксплуатацию 3113,4 км новых ж/д линий, 2687,2 км двухпутных железных дорог и 3935,8 км электрифицированных железных дорог.

## Деятельность

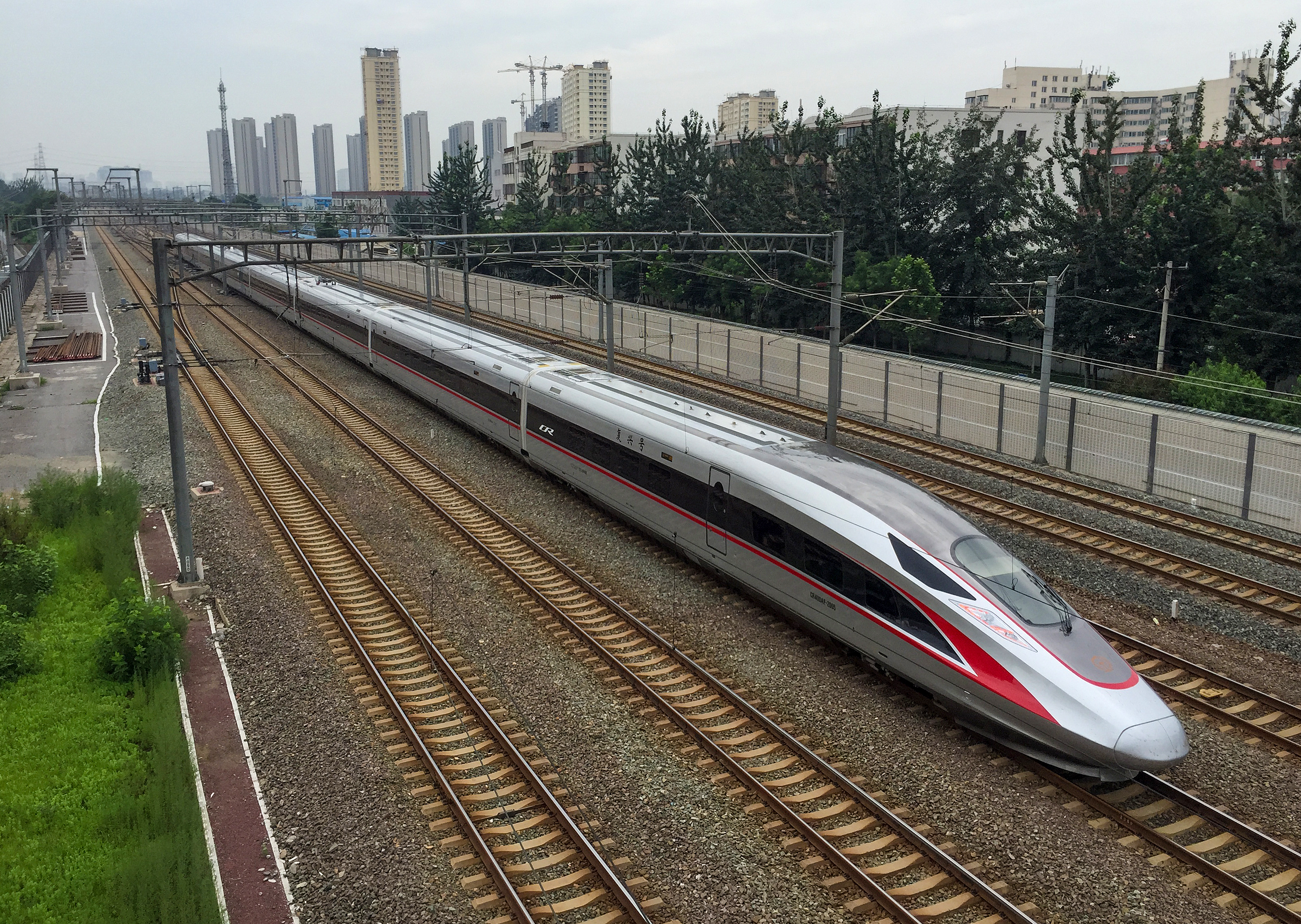
Скоростной поезд в Пекине

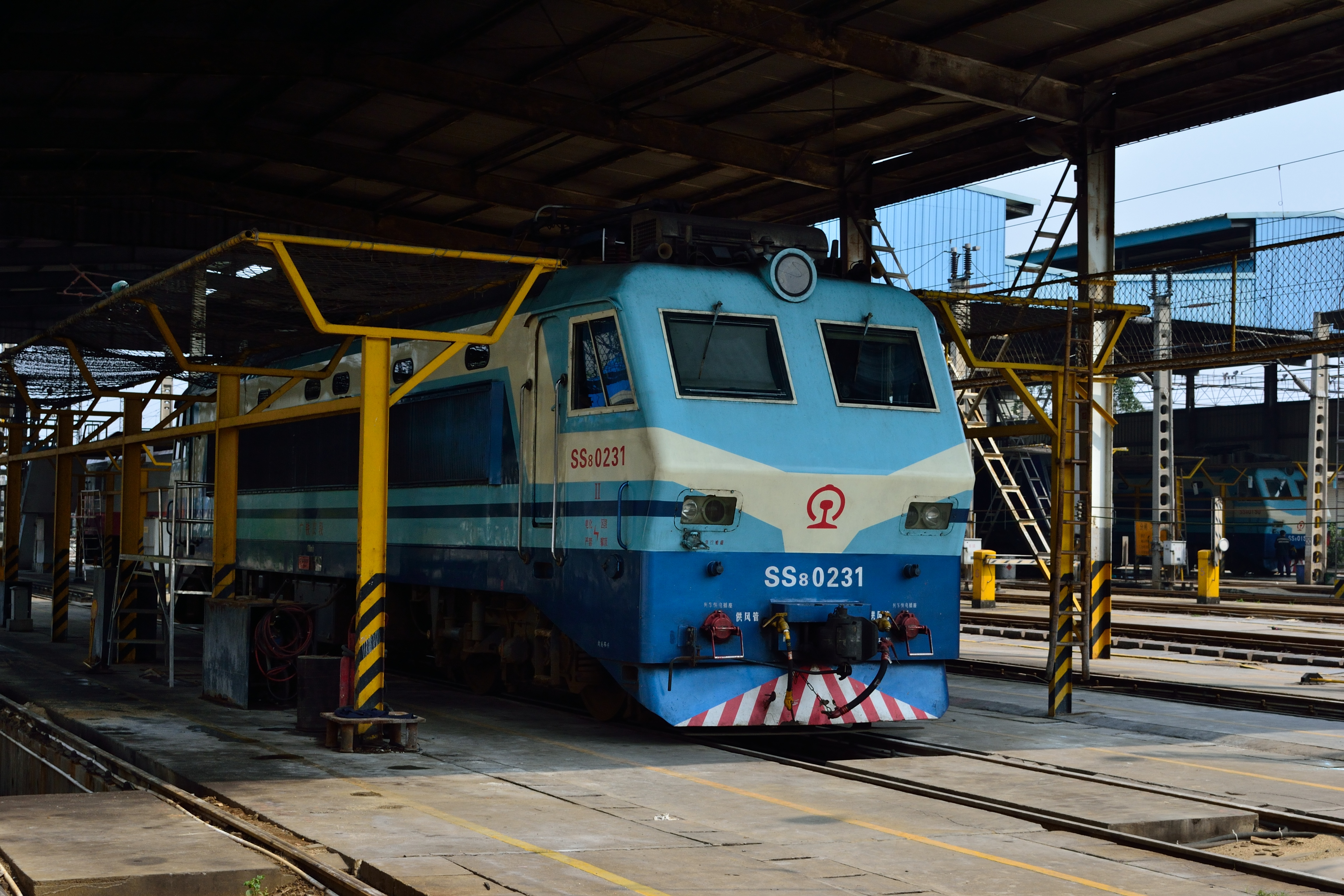
Локомотивное депо в Гуанчжоу

Компания действует под управлением Министерства финансов Китая. «Китайские железные дороги» — одна из крупнейших компаний в мире, общая численность её персонала составляет около 2 млн человек. Под контролем компании находятся железнодорожные пути, мосты и тоннели, пассажирские вокзалы, грузовые станции, а также полицейское управление на железной дороге, которое формально числится как гражданская служба в составе Министерства общественной безопасности КНР.
Через ряд дочерних и аффилированных компаний «Китайские железные дороги» осуществляют перевозки контейнеров и химических изделий по железнодорожной сети, занимаются строительством железнодорожной инфраструктуры, производством и ремонтом транспортного оборудования, финансовыми услугами, операциями с недвижимостью и другими видами деятельности.
К концу 2020 года общая протяжённость высокоскоростных железных дорог в Китае превысила 38 тыс. км, что составляло более двух третей от общемирового показателя. Система высокоскоростных железных дорог Китая охватывает более 95 % городов-миллиоников. По состоянию на середину 2021 года уровень электрификации железных дорог страны достиг 74,9 %. Ежегодное потребление нефти железнодорожной системой Китая сократилось с пиковых 5,83 млн тонн в 1985 году до 2,31 млн тонн в 2020 году.
Основные группы товаров, перевозимые поездами China State Railway Group — контейнеры, уголь, цемент, руда, песок, металлы, химические изделия, сырая нефть, нефтепродукты, сжиженный газ, древесина, зерно, машины и промышленное оборудование.
По состоянию на январь 2024 года China State Railway Group управляла 39 региональными железнодорожными логистическими центрами и 87 рейсами на маршруте Китай — Европа.

## Региональные подразделения

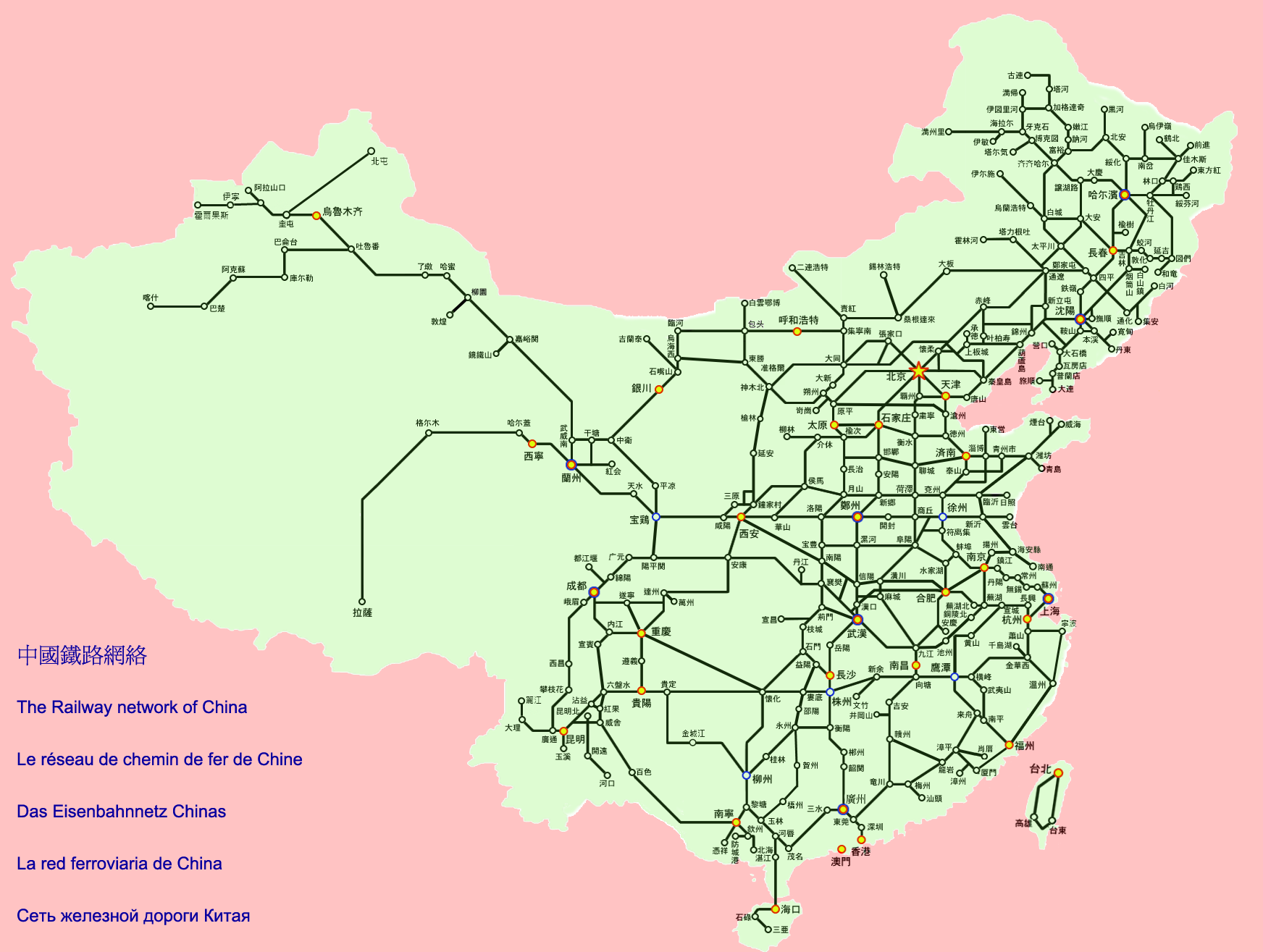
Схема железных дорог Китая

Региональные подразделения компании

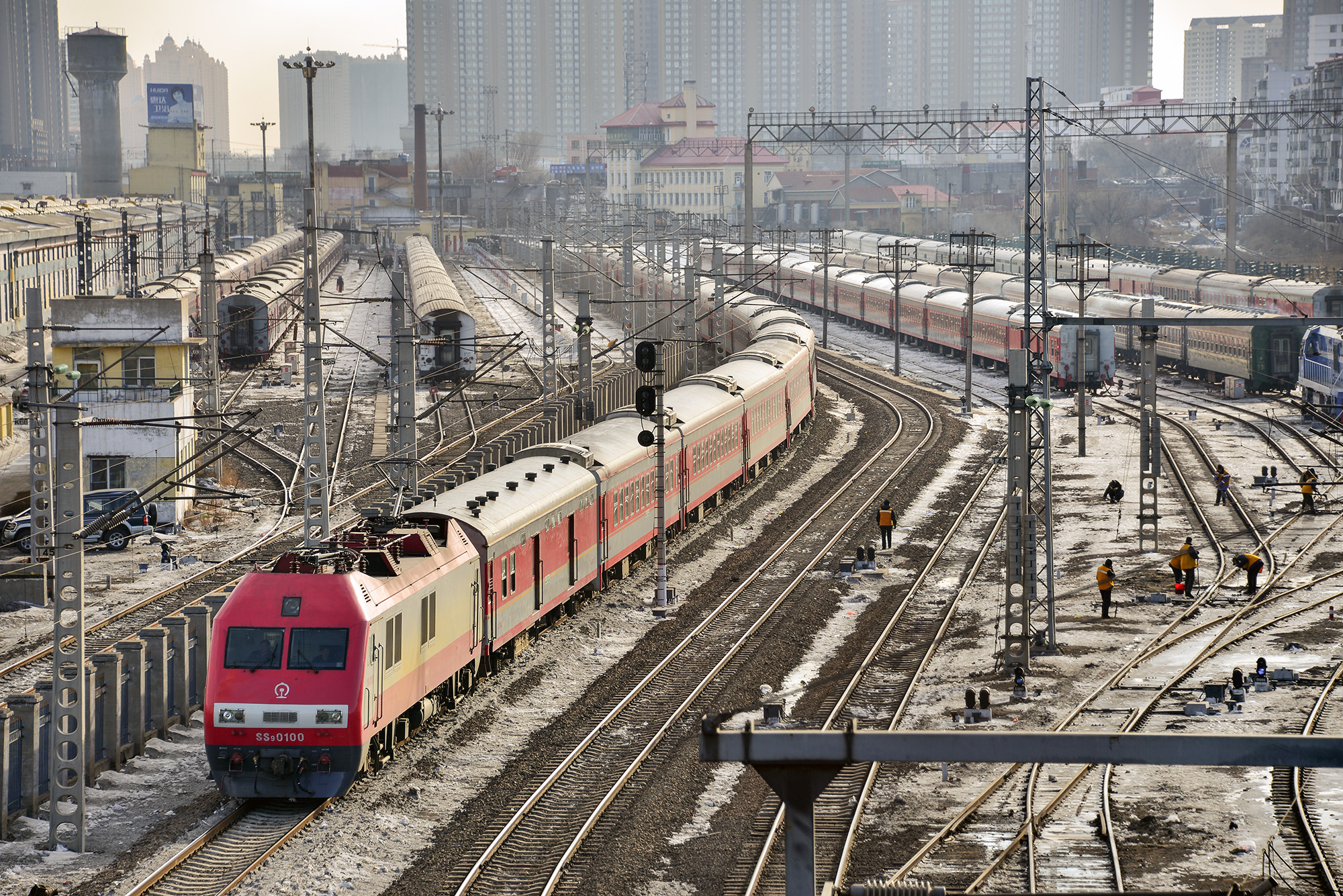
Железнодорожные пути в Хэйлунцзяне

В состав China Railway входит 18 региональных компаний пассажирских перевозок:
- China Railway Harbin Group Company (CR Harbin) — штаб-квартира в Харбине, обслуживает Хэйлунцзян и часть Внутренней Монголии.
- China Railway Hohhot Group Company (CR Hohhot) — штаб-квартира в Хух-Хото, обслуживает Внутреннюю Монголию.
- China Railway Shenyang Group Company (CR Shenyang) — штаб-квартира в Шэньяне, обслуживает Ляонин, Цзилинь, части Внутренней Монголии, Хэйлунцзяна и Хэбэя.
- China Railway Beijing Group Company (CR Beijing) — штаб-квартира в Пекине, обслуживает Пекин, Тяньцзинь, Хэбэй, части Шаньдуна, Хэнани и Шаньси.
- China Railway Taiyuan Group Company (CR Taiyuan) — штаб-квартира в Тайюане, обслуживает Шаньси.
  - Daqin Railway Company — штаб-квартира в Датуне, обслуживает части Шаньси, Внутренней Монголии и Хэбэя.
- China Railway Jinan Group Company (CR Jinan) — штаб-квартира в Цзинане, обслуживает Шаньдун.
- China Railway Shanghai Group Company (CR Shanghai) — штаб-квартира в Шанхае, обслуживает Шанхай, Цзянсу, Аньхой и Чжэцзян.
- China Railway Nanchang Group Company (CR Nanchang) — штаб-квартира в Наньчане, обслуживает Цзянси, Фуцзянь, части Хубэя и Хунани.
- China Railway Guangzhou Group Company (CR Guangzhou) — штаб-квартира в Гуанчжоу, обслуживает Гуандун, Хунань и Хайнань.
  - Guangshen Railway Company — штаб-квартира в Шэньчжэне, обслуживает Гуандун.
- China Railway Nanning Group Company (CR Nanning) — штаб-квартира в Наньнине, обслуживает Гуанси и часть Гуандуна.
- China Railway Wuhan Group Company (CR Wuhan) — штаб-квартира в Ухане, обслуживает Хубэй и часть Хэнани.
- China Railway Zhengzhou Group Company (CR Zhengzhou) — штаб-квартира в Чжэнчжоу, обслуживает Хэнань и часть Шаньси.
- China Railway Chengdu Group Company (CR Chengdu) — штаб-квартира в Чэнду, обслуживает Сычуань, Чунцин, Гуйчжоу, части Юньнани и Хубэя.
- China Railway Kunming Group Company (CR Kunming) — штаб-квартира в Куньмине, обслуживает Юньнань, части Сычуани и Гуйчжоу.
- China Railway Xi’an Group Company (CR Xi’an) — штаб-квартира в Сиане, обслуживает Шэньси и часть Сычуани.
- China Railway Lanzhou Group Company (CR Lanzhou) — штаб-квартира в Ланьчжоу, обслуживает Ганьсу, Нинся и часть Внутренней Монголии.
- China Railway Qingzang Group Company (CR Qingzang) — штаб-квартира в Синине, обслуживает Цинхай и Тибет.
- China Railway Ürümqi Group Company (CR Ürümqi) — штаб-квартира в Урумчи, обслуживает Синьцзян и часть Ганьсу.

## Другие дочерние компании
- China Railway High-speed (CRH) — высокоскоростные пассажирские перевозки.
- China Railway Travel Service Group — туристические пассажирские перевозки[24].
- China Railway Special Cargo Service Company (CRSCS) — перевозки специальных и крупногабаритных грузов (в том числе автомобилей и замороженных продуктов)[25].
- China Railway Express Company (CRE) — перевозки посылок и бандеролей.
- China Railway Container Transport Company (CRCT) — перевозки ISO-контейнеров.
- China Railway Modern Logistics Technology — грузовые перевозки.
- China — Europe Railway Express — грузовые перевозки в Европу.
- China Railway International Multimodal Transport — грузовые перевозки в Европу.
- China Railway Science & Industry Group — разработка железнодорожного оборудования.
- China Railway Construction Engineering Group — производство железнодорожного оборудования.
- China Railway Engineering Equipment Group — производство железнодорожного оборудования.
- China Railway Materials Group Resources Technology — производство и переработка материалов.
- China Railway Design Corporation — проектирование дорог, мостов и тоннелей.

## Экспортно-импортные терминалы

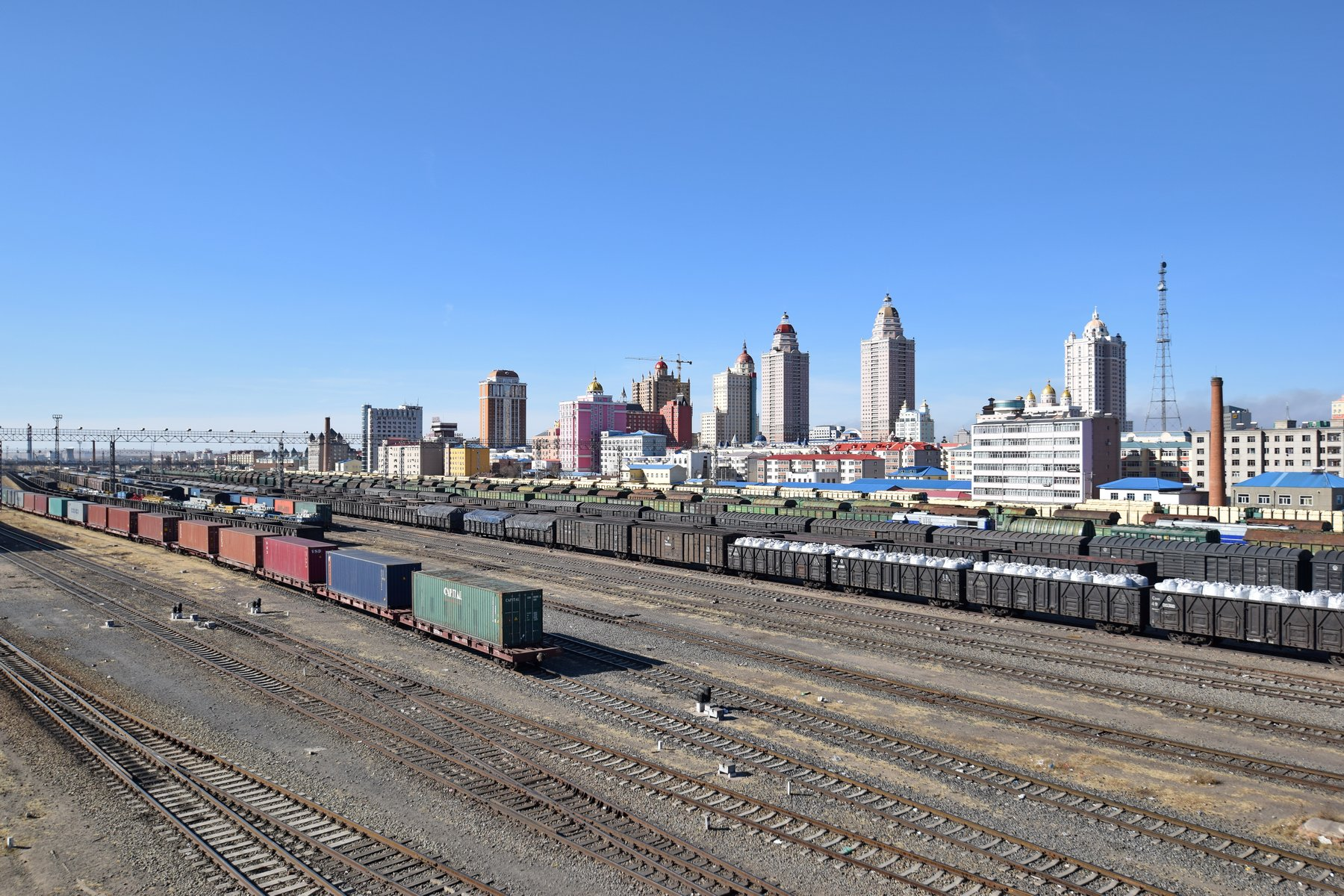
Железнодорожный узел Маньчжоули

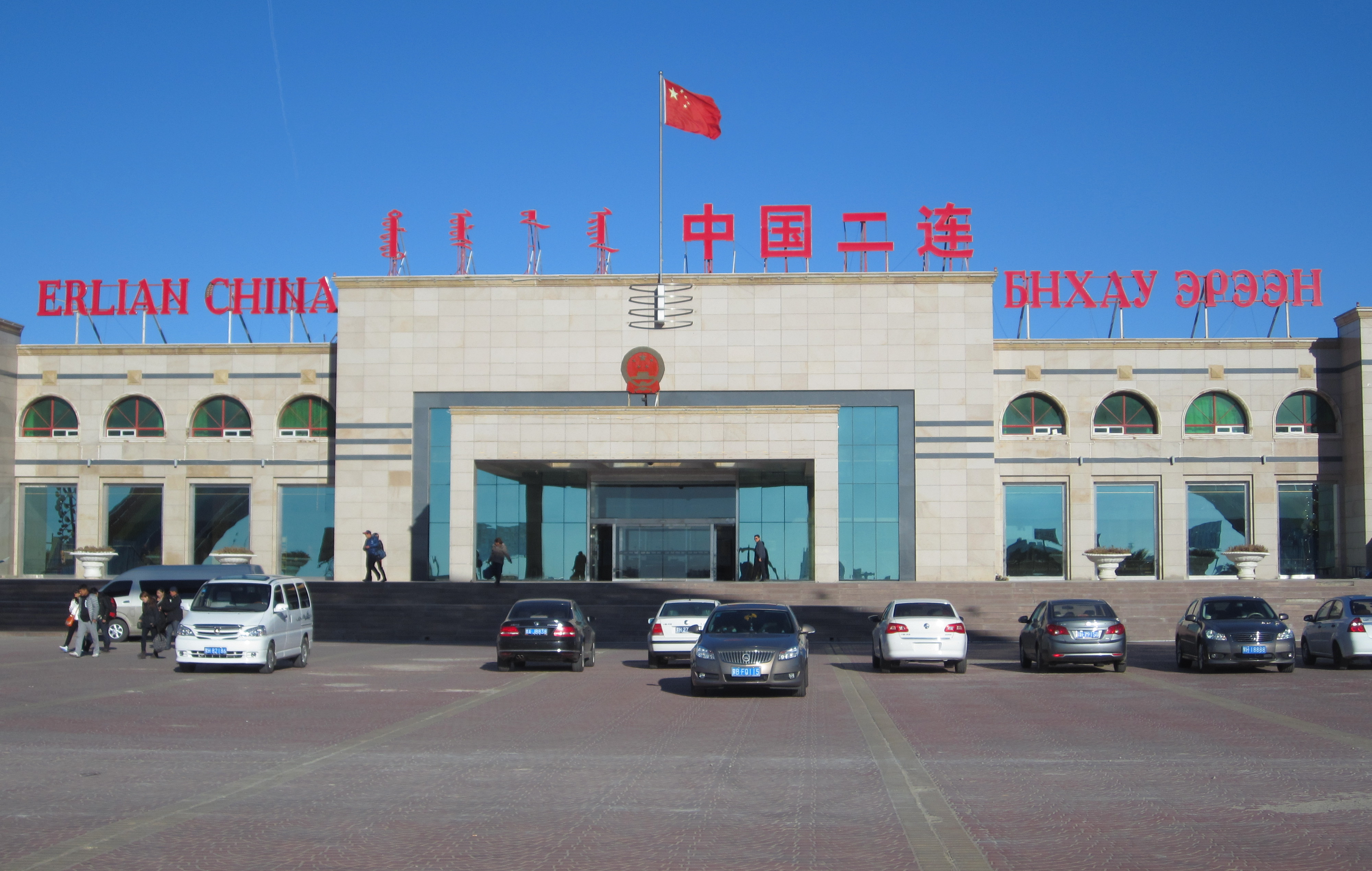
КПП порта Эрэн-Хото

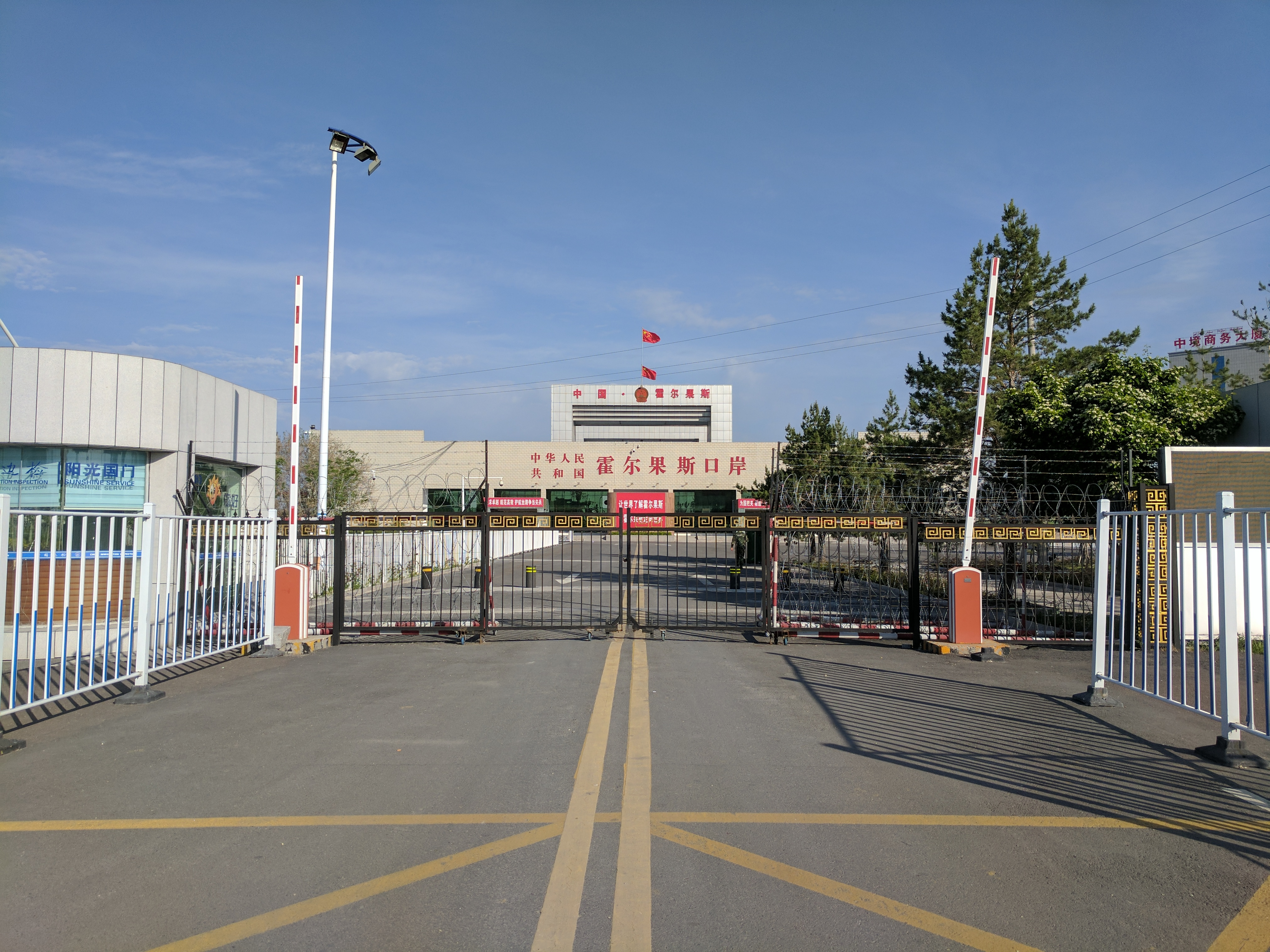
КПП порта Хоргос

China Railway управляет несколькими пограничными сухими портами и логистическими комплексами:
- Хоргос на границе с Казахстаном.
- Алашанькоу на границе с Казахстаном.
- Эрэн-Хото на границе с Монголией.
- Маньчжоули на границе с Россией.
- Тунцзян на границе с Россией.
- Суйфыньхэ на границе с Россией.
- Хуньчунь на границе с Россией и Северной Кореей.
- Пинсян на границе с Вьетнамом.
- Мохань на границе с Лаосом.

## Международные операции

### Пассажирские перевозки
Пассажирские поезда China State Railway Group курсируют из Китая в Казахстан, Монголию, Россию, Северную Корею, Вьетнам и Лаос.

### Грузовые перевозки
China State Railway Group в рамках логистического проекта Евразийский сухопутный мост доставляет контейнеры и другие грузы в Казахстан, Киргизию, Узбекистан, Иран, Турцию, Россию, Белоруссию, Украину, Польшу, Германию, Нидерланды, Бельгию, Францию, Великобританию и Испанию. Также осуществляется грузовое сообщение с Монголией, Северной Кореей, Вьетнамом и Лаосом (Китайско-Лаосская железная дорога, Куньмин — Вьентьян).